# Lehrbetrieb
Lehrbetrieb bezeichnet in der Schweiz und in Österreich das Unternehmen, in welchem die Berufsausbildung stattfindet. Er ist dabei, im Rahmen der dualen Berufsbildung, vorwiegend für die praktische Ausbildung zuständig, während der Unterricht in der Berufsschule stattfindet.
In Deutschland wird dafür das Wort Ausbildungsbetrieb verwendet.

## Kenn- und Auszeichnung
In der Schweiz können Lehrbetriebe durch eine Vignette signalisieren, dass sie an der beruflichen Grundbildung teilnehmen (Initiative „Mehr Lehrstellen“). In Österreich kann der Titel Ausgezeichneter Lehrbetrieb erworben werden.

### Betreuung und Ablauf im Lehrbetrieb
Die Betriebsausbilder betreuen die Lernenden und stellen auch den Kontakt mit der Berufsfachschule sicher.
Die praktische Ausbildung wird mit einem Qualifikationsverfahren zusammen mit der Schule abgeschlossen. Es zählt in der Regel 50 % für den Berufsabschluss (Berufsattest oder Fähigkeitsausweis).
Die Lehrbetriebe sind in den Organisationen der Arbeitswelt zusammengeschlossen. Diese helfen mit bei der Erstellung der Bildungspläne (Verordnungen über die berufliche Grundbildung).